# Teucholabis rufula
Teucholabis rufula är en tvåvingeart som beskrevs av Alexander 1947. Teucholabis rufula ingår i släktet Teucholabis och familjen småharkrankar. Inga underarter finns listade i Catalogue of Life.